# Acrotocepheus holtmanni
Acrotocepheus holtmanni är en kvalsterart som först beskrevs av Aoki 1965.  Acrotocepheus holtmanni ingår i släktet Acrotocepheus och familjen Otocepheidae. Inga underarter finns listade i Catalogue of Life.